# لیائوژی
فرماندهی لیائوژی (چینی: 遼西郡) فرماندهی در امپراتوری چین از دوره کشورهای متخاصم تا سلسله تانگ بود. در هبئی شرقی مدرن و لیائونینگ غربی، در غرب رودخانه لیائو قرار داشت.
این فرماندهی توسط ایالت یان در مرز شمالی آن در دوره کشورهای متخاصم ایجاد شد. در سلسله هان غربی، ۱۴ شهرستان، از جمله جیلو (且慮)، های‌یانگ (海陽)، ژینان‌پینگ (新安平)، لیوچنگ (柳城)، لینگ‌ژی (令支)، فیرو (肥如)، بین‌کونگ (肥如) اداره می‌شد. 從)، جیائولی (交黎)، یانگ‌لی (陽樂)، هوسو (狐蘇)، توهه (徒河)، ون‌چنگ (文成)، لین‌یو (臨渝) و لی (絫). در سال ۲ پس از میلاد جمعیت ۳۵۲۳۲۵ نفر در ۷۲۶۵۴ خانوار بود. در هان شرقی، قلمرو و جمعیت آن هر دو بسیار کاهش یافت. پنج شهرستان باقی مانده است، از جمله یانگ‌لی، های‌یانگ، لینگ‌ژی، فیرو و لینیو. در سال ۱۴۰ پس از میلاد، جمعیت ۸۱۷۱۴ نفر در ۱۴۱۵۰ خانوار بوده است. در سال ۲۸۰ پس از میلاد، این فرماندهی دارای ۳ شهرستان به نام‌های یانگل، فیرو و هایانگ و جمعیتی بالغ بر ۲۸۰۰ خانوار بود. در نهایت در طی شمال چی به فرماندهی بیپینگ ادغام شد.
فرماندهی لیائوژی در دودمان سوئی مجدداً تأسیس شد و بعداً به نام جایگزین استان یانگ (營州) تبدیل شد. در سال ۶۹۶ توسط خیتان‌ها فتح شد، اما در سال ۷۱۷ بازسازی شد. لیوچنگ تنها شهرستان در فرماندهی بود و جمعیت آن ۳۷۸۹ یا ۹۹۷ خانوار بود.